# 中村隆太郎
中村 隆太郎（なかむら りゅうたろう、1955年4月15日 - 2013年6月29日）は、日本の男性アニメーター、アニメーション演出家、アニメーション監督。千葉県出身。

## 経歴
1977年にアニメーターとしてマッドハウスに入社。『家なき子』『宝島』『あしたのジョー2』『スペースコブラ』などのTVシリーズ、『エースをねらえ』『ユニコ』などの劇場映画の作画を担当した。同社の会報「星のカフェテラス」に漫画を描いて載せたこともある。
1980年にスタジオあんなぷるに活動の場を移した後、1986年からフリーとなり、演出を手掛けるようになる。
『ちびねこトムの大冒険 地球を救え!なかまたち』で初めて監督を担当する。構成・絵コンテ・脚本までを手掛け、5年の歳月と6万枚の動画をかけて制作された作品だったが、1992年の完成後、劇場公開はされず、約20年以上アニメファンはもちろん、業界関係者でさえもほとんど作品に触れる機会に恵まれない"幻"の作品となってしまった。
ちびねこトムの大冒険が公開されなかったことから1994年、宮沢賢治の童話を原作とした映画『グスコーブドリの伝記』で監督デビュー。
1998年、脚本家の小中千昭、イラストレーターの安倍吉俊と組んだテレビアニメ『serial experiments lain』で監督を担当する。インターネットに題材をとったこの作品は、中村自身も含めてスタッフがコンピュータに精通していたことから緻密かつ見るものをうならせる描写が行われ、国内外に根強いファンを生み出した。当初はほかの監督の可能性もあったが、第1話のコンテが上がってきたときに脚本作業をしていた小中とプロデューサーの上田耕行はその出来に驚かされ、中村に決まった。
2003年、テレビアニメ『キノの旅』を監督。2007年の劇場版第二作では再び小中と組んでいる。
2009年からアニメ雑誌『アニメージュ』で中村・小中・安倍という『serial experiments lain』のトリオによるグラフィックノベル『ですぺら』を連載。中村を監督とするアニメ化企画もあったが、彼の体調が思わしくないことから2010年時点で企画は凍結、2011年に発行された書籍版でアニメ化の話はなくなったことが明かされた。
2013年6月29日、膵臓癌のため死去。58歳没。

## 作風
絵を描ける監督だが、制作現場で自分が描くということはなかった。「アニメーター」と「監督・演出」の仕事をはっきりと分けていて、作画作業は専門のセクションに任せて自分で直すことはなかった。その分スタッフにはこだわる人で、それは作品が変わってもスタジオが変わっても続き、気に入ったアニメーター（岡真里子や岸田隆宏）にはずっとラブコールを送っていた。作品への向かい方はどの作品でも変わらないが、撮影にしても編集にしても、自分がこだわりたいところはとにかく時間をかけてスタッフと「セッション」するというスタイルだった。脚本については、あまり要望は言わないタイプだった。演出では普通のアニメではありえないようなこともやっていた。スタッフの持っているものを支えて後押ししてくれるようなところがあり、どのセクションであっても、普段の仕事のルーティンとは違う、自身の好みを入れるとそれを活かしてくれる監督だった。映像処理についてはすごくこだわっていた。『グスコーブドリ』や『攻殻機動隊 STAND ALONE COMPLEX』第5話では普段の絵と監視カメラでの絵の違いやそこにどう処理を加えるかについて、『lain』では影の処理についてこだわることで、視点を変えることから来る違和感や「日常の中の非日常」を描いていた。音響については、必要ないと思えば音を付けなくても良いとし、逆に何もないところでも「lain」から「神霊狩」まで使っていた「©中村隆太郎」サウンドを鳴らせたりする。『キノの旅』では登場する二輪車「エルメス」のエンジン音はモデルの型まで合わせて付けさせた。音響監督の鶴岡陽太曰く、「あんなにも音にセンシティブな人はいないのではないか」とのこと。
作家としてのホームグラウンドはジュブナイルで、そこからはみ出したのが小中らと生み出した作品群であり、その中では『神霊狩/GHOST HOUND』は小中の方が「中村隆太郎のホームグラウンド」に寄せていった作品だった。先鋭的な映像表現を行う印象が強いが、根幹の部分で表現したいのは人間の悲しみや切なさといった「心」で、それをシナリオから読み取り、一番いい形の表現としてアウトプットするタイプの監督。
もともとは上手いアニメーターとして知られ、マッドハウス時代は「杉野昭夫の右腕」に近い存在だったという。監督の出崎統からは「第2の杉野だ」として高く評価され、目をかけられていた。しかし、ある時点で自分はアニメーターではなく演出家だと定めたのか、自らそれを言うことはなく、他人にそれを言われると不機嫌になった。

## 監督作品

### テレビアニメ
- serial experiments lain（1998年） 監督・絵コンテ・演出
- COLORFUL（1999年） 監督・絵コンテ・演出
- サクラ大戦TV（2000年）[9] 監督・絵コンテ・演出
- キノの旅（2003年） 監督・絵コンテ・演出
- REC（2006年） 監督・絵コンテ・演出
- 神霊狩/GHOST HOUND（2007年） 監督・絵コンテ・演出
- ですぺら（制作中止）[注 3]

### 映画
- 地球を救え!なかまたち ちびねこトムの大冒険（劇場未公開）[注 4]
- グスコーブドリの伝記（1994年）
- 双子の星（『賢治のトランク』より、1995年）[注 5]
- はじまりの冒険者たち レジェンド・オブ・クリスタニア（1995年）
- 劇場版 キノの旅 the Beautiful World 病気の国―For You―（2007年）
- 十五少年漂流記 海賊島DE!大冒険 （2013年）[注 6]

### OVA
- ハローキティのかぐや姫（1993年）
- ユンカース・カム・ヒア メモリーズ・オブ・ユー（1994年）[注 7]

### ゲーム（アニメパート）
- ポポロクロイス物語（1996年）
- NOëL3（1998年）
- ブレス オブ ファイアIV うつろわざるもの（2000年）

## 作品リスト

### テレビアニメ
- 家なき子（1977年、原画・動画）
- 宝島（1978年、原画）
- ベルサイユのばら（1979年、原画）
- アニメーション紀行 マルコ・ポーロの冒険（1979年、作画）
- あしたのジョー2（1980年、原画）
- スペースコブラ（1982年、原画）
- ハイスクール!奇面組（1985年、絵コンテ）
- あんみつ姫（1986年、絵コンテ・演出）
- ワンダービートS（1986年、絵コンテ・演出）
- ロビンフッドの大冒険（1990年、絵コンテ）
- 機甲警察メタルジャック（1991年、絵コンテ）
- ルパン三世 ナポレオンの辞書を奪え（1991年、絵コンテ）
- Reporter Blues（英語版）（1991年、絵コンテ・演出）
- 宇宙の騎士テッカマンブレード（1992年、絵コンテ）
- 白雪姫の伝説（1994年、絵コンテ）
- キャプテン翼J（1994年、絵コンテ）
- 魔法使いTai!（1999年、絵コンテ・演出）
- モンスターファーム〜円盤石の秘密〜（1999年、絵コンテ）
- FF：U 〜ファイナルファンタジー:アンリミテッド〜（2001年、絵コンテ・演出）
- 七人のナナ（2002年、絵コンテ・演出）
- 攻殻機動隊 STAND ALONE COMPLEX（2002年、絵コンテ・演出）
- おジャ魔女どれみナ・イ・ショ（2004年、監修）

### 劇場アニメ
- 劇場版 エースをねらえ!（1979年、原画）
- 11人いる!（1986年、絵コンテ）

### OVA
- 機動警察パトレイバー（1988年、演出）
- エースをねらえ!2（1988年、絵コンテ）
- ほしのゆうえんち（1989年、キャラクターデザイン・絵コンテ）
- 天空戦記シュラト 創世への暗闘（1991年、絵コンテ）

## 書籍
- 劇場アニメーション レジェンド・オブ・クリスタニア 絵コンテ（トライアングルスタッフ）